# Ratpenat frugívor equatorià
El ratpenat frugívor equatorià (Artibeus fraterculus) és una espècie de ratpenat estenodermatini que viu a l'Equador i al Perú.